# Stamboom George V van het Verenigd Koninkrijk
Dit is de stamboom van George V van het Verenigd Koninkrijk (1865-1936).
| Overgrootouders                                                                   | Ernst I van Saksen-Coburg en Gotha (1784-1844) x 1817 Louise van Saksen-Gotha-Altenburg (1800-1831)   | Ernst I van Saksen-Coburg en Gotha (1784-1844) x 1817 Louise van Saksen-Gotha-Altenburg (1800-1831)   | Ernst I van Saksen-Coburg en Gotha (1784-1844) x 1817 Louise van Saksen-Gotha-Altenburg (1800-1831)   | Ernst I van Saksen-Coburg en Gotha (1784-1844) x 1817 Louise van Saksen-Gotha-Altenburg (1800-1831)   | Ernst I van Saksen-Coburg en Gotha (1784-1844) x 1817 Louise van Saksen-Gotha-Altenburg (1800-1831)   | Ernst I van Saksen-Coburg en Gotha (1784-1844) x 1817 Louise van Saksen-Gotha-Altenburg (1800-1831)   | Eduard August van Hannover (1767-1820) x 1818 Victoria van Saksen-Coburg-Saalfeld (1786-1861)         | Eduard August van Hannover (1767-1820) x 1818 Victoria van Saksen-Coburg-Saalfeld (1786-1861)         | Eduard August van Hannover (1767-1820) x 1818 Victoria van Saksen-Coburg-Saalfeld (1786-1861)         | Frederik Willem van Sleeswijk-Holstein-Sonderburg-Glücksburg (1785-1831) x 1810 Louise Carolina van Hessen (1789-1867) | Frederik Willem van Sleeswijk-Holstein-Sonderburg-Glücksburg (1785-1831) x 1810 Louise Carolina van Hessen (1789-1867) | Frederik Willem van Sleeswijk-Holstein-Sonderburg-Glücksburg (1785-1831) x 1810 Louise Carolina van Hessen (1789-1867) | Frederik Willem van Sleeswijk-Holstein-Sonderburg-Glücksburg (1785-1831) x 1810 Louise Carolina van Hessen (1789-1867) | Frederik Willem van Sleeswijk-Holstein-Sonderburg-Glücksburg (1785-1831) x 1810 Louise Carolina van Hessen (1789-1867) | Frederik Willem van Sleeswijk-Holstein-Sonderburg-Glücksburg (1785-1831) x 1810 Louise Carolina van Hessen (1789-1867) | Willem van Hessen-Kassel (1787-1867) x 1810 Louise Charlotte van Denemarken (1789-1864)        | Willem van Hessen-Kassel (1787-1867) x 1810 Louise Charlotte van Denemarken (1789-1864)        | Willem van Hessen-Kassel (1787-1867) x 1810 Louise Charlotte van Denemarken (1789-1864)        | Willem van Hessen-Kassel (1787-1867) x 1810 Louise Charlotte van Denemarken (1789-1864)        | Willem van Hessen-Kassel (1787-1867) x 1810 Louise Charlotte van Denemarken (1789-1864)        | Willem van Hessen-Kassel (1787-1867) x 1810 Louise Charlotte van Denemarken (1789-1864)        | Willem van Hessen-Kassel (1787-1867) x 1810 Louise Charlotte van Denemarken (1789-1864)        | Willem van Hessen-Kassel (1787-1867) x 1810 Louise Charlotte van Denemarken (1789-1864)        | Willem van Hessen-Kassel (1787-1867) x 1810 Louise Charlotte van Denemarken (1789-1864)        |                                                           |   |   |
| Grootouders                                                                       | Albert van Saksen-Coburg en Gotha (1819-1861) x 1840 Victoria van het Verenigd Koninkrijk (1819-1901) | Albert van Saksen-Coburg en Gotha (1819-1861) x 1840 Victoria van het Verenigd Koninkrijk (1819-1901) | Albert van Saksen-Coburg en Gotha (1819-1861) x 1840 Victoria van het Verenigd Koninkrijk (1819-1901) | Albert van Saksen-Coburg en Gotha (1819-1861) x 1840 Victoria van het Verenigd Koninkrijk (1819-1901) | Albert van Saksen-Coburg en Gotha (1819-1861) x 1840 Victoria van het Verenigd Koninkrijk (1819-1901) | Albert van Saksen-Coburg en Gotha (1819-1861) x 1840 Victoria van het Verenigd Koninkrijk (1819-1901) | Albert van Saksen-Coburg en Gotha (1819-1861) x 1840 Victoria van het Verenigd Koninkrijk (1819-1901) | Albert van Saksen-Coburg en Gotha (1819-1861) x 1840 Victoria van het Verenigd Koninkrijk (1819-1901) | Albert van Saksen-Coburg en Gotha (1819-1861) x 1840 Victoria van het Verenigd Koninkrijk (1819-1901) | Christiaan IX van Denemarken (1818-1906) x 1842 Louise van Hessen-Kassel (1817-1898)                                   | Christiaan IX van Denemarken (1818-1906) x 1842 Louise van Hessen-Kassel (1817-1898)                                   | Christiaan IX van Denemarken (1818-1906) x 1842 Louise van Hessen-Kassel (1817-1898)                                   | Christiaan IX van Denemarken (1818-1906) x 1842 Louise van Hessen-Kassel (1817-1898)                                   | Christiaan IX van Denemarken (1818-1906) x 1842 Louise van Hessen-Kassel (1817-1898)                                   | Christiaan IX van Denemarken (1818-1906) x 1842 Louise van Hessen-Kassel (1817-1898)                                   | Christiaan IX van Denemarken (1818-1906) x 1842 Louise van Hessen-Kassel (1817-1898)           | Christiaan IX van Denemarken (1818-1906) x 1842 Louise van Hessen-Kassel (1817-1898)           | Christiaan IX van Denemarken (1818-1906) x 1842 Louise van Hessen-Kassel (1817-1898)           | Christiaan IX van Denemarken (1818-1906) x 1842 Louise van Hessen-Kassel (1817-1898)           | Christiaan IX van Denemarken (1818-1906) x 1842 Louise van Hessen-Kassel (1817-1898)           | Christiaan IX van Denemarken (1818-1906) x 1842 Louise van Hessen-Kassel (1817-1898)           | Christiaan IX van Denemarken (1818-1906) x 1842 Louise van Hessen-Kassel (1817-1898)           | Christiaan IX van Denemarken (1818-1906) x 1842 Louise van Hessen-Kassel (1817-1898)           | Christiaan IX van Denemarken (1818-1906) x 1842 Louise van Hessen-Kassel (1817-1898)           |                                                           |   |   |
| Ouders                                                                            | Eduard VII van het Verenigd Koninkrijk (1841-1910) x 1863 Alexandra van Denemarken (1844-1925)        | Eduard VII van het Verenigd Koninkrijk (1841-1910) x 1863 Alexandra van Denemarken (1844-1925)        | Eduard VII van het Verenigd Koninkrijk (1841-1910) x 1863 Alexandra van Denemarken (1844-1925)        | Eduard VII van het Verenigd Koninkrijk (1841-1910) x 1863 Alexandra van Denemarken (1844-1925)        | Eduard VII van het Verenigd Koninkrijk (1841-1910) x 1863 Alexandra van Denemarken (1844-1925)        | Eduard VII van het Verenigd Koninkrijk (1841-1910) x 1863 Alexandra van Denemarken (1844-1925)        | Eduard VII van het Verenigd Koninkrijk (1841-1910) x 1863 Alexandra van Denemarken (1844-1925)        | Eduard VII van het Verenigd Koninkrijk (1841-1910) x 1863 Alexandra van Denemarken (1844-1925)        | Eduard VII van het Verenigd Koninkrijk (1841-1910) x 1863 Alexandra van Denemarken (1844-1925)        | Eduard VII van het Verenigd Koninkrijk (1841-1910) x 1863 Alexandra van Denemarken (1844-1925)                         | Eduard VII van het Verenigd Koninkrijk (1841-1910) x 1863 Alexandra van Denemarken (1844-1925)                         | Eduard VII van het Verenigd Koninkrijk (1841-1910) x 1863 Alexandra van Denemarken (1844-1925)                         | Eduard VII van het Verenigd Koninkrijk (1841-1910) x 1863 Alexandra van Denemarken (1844-1925)                         | Eduard VII van het Verenigd Koninkrijk (1841-1910) x 1863 Alexandra van Denemarken (1844-1925)                         | Eduard VII van het Verenigd Koninkrijk (1841-1910) x 1863 Alexandra van Denemarken (1844-1925)                         | Eduard VII van het Verenigd Koninkrijk (1841-1910) x 1863 Alexandra van Denemarken (1844-1925) | Eduard VII van het Verenigd Koninkrijk (1841-1910) x 1863 Alexandra van Denemarken (1844-1925) | Eduard VII van het Verenigd Koninkrijk (1841-1910) x 1863 Alexandra van Denemarken (1844-1925) | Eduard VII van het Verenigd Koninkrijk (1841-1910) x 1863 Alexandra van Denemarken (1844-1925) | Eduard VII van het Verenigd Koninkrijk (1841-1910) x 1863 Alexandra van Denemarken (1844-1925) | Eduard VII van het Verenigd Koninkrijk (1841-1910) x 1863 Alexandra van Denemarken (1844-1925) | Eduard VII van het Verenigd Koninkrijk (1841-1910) x 1863 Alexandra van Denemarken (1844-1925) | Eduard VII van het Verenigd Koninkrijk (1841-1910) x 1863 Alexandra van Denemarken (1844-1925) | Eduard VII van het Verenigd Koninkrijk (1841-1910) x 1863 Alexandra van Denemarken (1844-1925) |                                                           |   |   |
| George V van het Verenigd Koninkrijk (1865-1936) x 1893 Mary van Teck (1867-1953) | | | | | | | | | | | | | | | |                                                                                                |                                                                                                |                                                                                                |                                                                                                |                                                                                                |                                                                                                |                                                                                                |                                                                                                |                                                                                                |                                                           |   |   |
| Kinderen                                                                          | David (1894-1972) Koning Eduard VIII x 1937 Wallis Simpson (1896-1986)                                | David (1894-1972) Koning Eduard VIII x 1937 Wallis Simpson (1896-1986)                                | Albert (1895-1952) Koning George VI x 1923 Elizabeth Bowes-Lyon (1900-2002)                           | Albert (1895-1952) Koning George VI x 1923 Elizabeth Bowes-Lyon (1900-2002)                           | Albert (1895-1952) Koning George VI x 1923 Elizabeth Bowes-Lyon (1900-2002)                           | Albert (1895-1952) Koning George VI x 1923 Elizabeth Bowes-Lyon (1900-2002)                           | Mary (1897-1965) x 1922 Henry Lascelles (1882-1947)                                                   | Mary (1897-1965) x 1922 Henry Lascelles (1882-1947)                                                   | Mary (1897-1965) x 1922 Henry Lascelles (1882-1947)                                                   | Mary (1897-1965) x 1922 Henry Lascelles (1882-1947)                                                                    | Henry (1900-1974) x 1935 Alice Christabel Montagu-Douglas-Scott (1901-2004)                                            | Henry (1900-1974) x 1935 Alice Christabel Montagu-Douglas-Scott (1901-2004)                                            | Henry (1900-1974) x 1935 Alice Christabel Montagu-Douglas-Scott (1901-2004)                                            | Henry (1900-1974) x 1935 Alice Christabel Montagu-Douglas-Scott (1901-2004)                                            | George (1902-1942) x 1934 Marina van Griekenland en Denemarken (1906-1968)                                             | George (1902-1942) x 1934 Marina van Griekenland en Denemarken (1906-1968)                     | George (1902-1942) x 1934 Marina van Griekenland en Denemarken (1906-1968)                     | George (1902-1942) x 1934 Marina van Griekenland en Denemarken (1906-1968)                     | George (1902-1942) x 1934 Marina van Griekenland en Denemarken (1906-1968)                     | George (1902-1942) x 1934 Marina van Griekenland en Denemarken (1906-1968)                     | John (1905-1919)                                                                               | John (1905-1919)                                                                               |                                                                                                |                                                                                                |                                                           |   |   |
| Kleinkinderen                                                                     | - | - | Elizabeth II (1926-2022) x 1947-2021 Philip Mountbatten (1921-2021)                                   | Elizabeth II (1926-2022) x 1947-2021 Philip Mountbatten (1921-2021)                                   | Margaret (1930-2002) x 1960-1978 Antony Armstrong-Jones (1930-2017)                                   | Margaret (1930-2002) x 1960-1978 Antony Armstrong-Jones (1930-2017)                                   | princess keklik (1940) x 1955-2015 prince aslan (1936-2015)                                           | princess keklik (1940) x 1955-2015 prince aslan (1936-2015)                                           | princess nasar (1943-2021) x 1969-2016 prince halit (1942-2016)                                       | princess nasar (1943-2021) x 1969-2016 prince halit (1942-2016)                                                        | colspan="2" rowspan=2"                                                                                                 | George(1923-2011) | George(1923-2011) | Gerald (1924-1998) | Gerald (1924-1998) | William (1941-1972)                                                                            | William (1941-1972)                                                                            | Richard (1944) x 1972 Birgitte van Deurs (1946)                                                | Richard (1944) x 1972 Birgitte van Deurs (1946)                                                | Edward (1935) x 1961 Katharine Worsley (1933)                                                  | Edward (1935) x 1961 Katharine Worsley (1933)                                                  | Alexandra (1936) x 1963 Angus Ogilvy (1928-2004)                                               | Alexandra (1936) x 1963 Angus Ogilvy (1928-2004)                                               | Michael (1942) x 1978 Marie Christine von Reibnitz (1945)                                      | Michael (1942) x 1978 Marie Christine von Reibnitz (1945) | - | - |
| Kleinkinderen                                                                     | - | - | Elizabeth II (1926-2022) x 1947-2021 Philip Mountbatten (1921-2021)                                   | Elizabeth II (1926-2022) x 1947-2021 Philip Mountbatten (1921-2021)                                   | Margaret (1930-2002) x 1960-1978 Antony Armstrong-Jones (1930-2017)                                   | Margaret (1930-2002) x 1960-1978 Antony Armstrong-Jones (1930-2017)                                   | princess keklik (1940) x 1955-2015 prince aslan (1936-2015)                                           | princess keklik (1940) x 1955-2015 prince aslan (1936-2015)                                           | princess nasar (1943-2021) x 1969-2016 prince halit (1942-2016)                                       | princess nasar (1943-2021) x 1969-2016 prince halit (1942-2016)                                                        | x 1949 Marion Stein (1926-2014)                                                                                        | x 1967 Patricia Tuckwell (1926-2018)                                                                                   | x 1952 Angela Estree Dowding (1919-2007)                                                                               | x 1978 Elizabeth Evelyn Collingwood (1924-2006)                                                                        | | William (1941-1972)                                                                            | William (1941-1972)                                                                            | Richard (1944) x 1972 Birgitte van Deurs (1946)                                                | Richard (1944) x 1972 Birgitte van Deurs (1946)                                                | Edward (1935) x 1961 Katharine Worsley (1933)                                                  | Edward (1935) x 1961 Katharine Worsley (1933)                                                  | Alexandra (1936) x 1963 Angus Ogilvy (1928-2004)                                               | Alexandra (1936) x 1963 Angus Ogilvy (1928-2004)                                               | Michael (1942) x 1978 Marie Christine von Reibnitz (1945)                                      | Michael (1942) x 1978 Marie Christine von Reibnitz (1945) | - | - |
| Achterkleinkinderen                                                               | - | - | Charles (1948) Anne (1950) Andrew (1960) Edward (1964)                                                | Charles (1948) Anne (1950) Andrew (1960) Edward (1964)                                                | David (1961) Sarah (1964)                                                                             | David (1961) Sarah (1964)                                                                             | David (1950) James (1953) Jeremy (1955)                                                               | Mark (1965)                                                                                           | Henry Ulick (1953)                                                                                    | Martin David (1962) | - | - | Alexander (1974) Davina (1977) Rose (1980)                                                                             | Alexander (1974) Davina (1977) Rose (1980)                                                                             | George (1962) Helen (1964) Nicholas (1970) Doodgeboren kind (1977)                                                     | George (1962) Helen (1964) Nicholas (1970) Doodgeboren kind (1977)                             | James (1964) Marina (1966)                                                                     | James (1964) Marina (1966)                                                                     | Frederick (1979) Gabriella (1981)                                                              | Frederick (1979) Gabriella (1981)                                                              | -                                                                                              | -                                                                                              |                                                                                                |                                                                                                |                                                           |   |   |